# Yazmin Jauregui
Yazmin Yazareth Gutiérrez Jauregui (Rosarito, Baja California; 28 de febrero de 1999), más conocida como Yazmin Jauregui, es una artista marcial mixta mexicana. Actualmente forma parte de la división de peso paja femenino de la Ultimate Fighting Championship (UFC).

## Carrera de artes marciales mixtas

### Combate Global
El 26 de abril de 2019, Jauregui debutó en Combate Global enfrentándose a Daniela Espinosa en Combate 36: Reinas. Ganó el combate por nocaut en el primer asalto.
Jauregui se enfrentó a McKenna Mitchell el 7 de junio de 2019 en Combate 39: Unbreakable. Ganó la pelea por nocaut técnico en el segundo asalto por detención médica.
Jauregui se enfrentó a Yajaira Romo el 20 de septiembre de 2019 en Combate 44: Mexicali. Ganó el combate por decisión unánime.
Jauregui se enfrentó a Stephanie Frausto en el partido de cuartos de final del torneo Combate Global: Last Latina Standing el 13 de agosto de 2021. Ganó el combate por decisión unánime. Luego se enfrentó a Criszaida Adames en el partido de semifinales, y ganó la pelea por nocaut técnico en el primer asalto. Ya en la final, se enfrentó a Claire López, y Jauregui ganaría dicha pelea por nocaut técnico en el primer asalto para ser la vencedora del torneo.

### Ultimate Warrior Challenge
Jauregui se enfrentó a Annely Jiménez García por el Campeonato de Peso Paja Femenino en UWC México 24 el 13 de noviembre de 2020. Ganó la pelea y el título por nocaut técnico en el primer asalto.

### Ultimate Fighting Championship
Jauregui estaba programado para enfrentar a Istela Nunes en UFC en UFC on ESPN: Vera vs. Cruz a efectuarse el 13 de agosto de 2022. Sin embargo, Nunes se retiró debido a una lesión y fue reemplazada por Iasmin Lucindo. Jáuregui ganó el combate por decisión unánime.
Jauregui finalmente se enfrentó a Nunes en UFC on ESPN: Thompson vs. Holland el 3 de diciembre de 2022. Ganó la pelea por nocaut técnico en el segundo asalto.
Jauregui se enfrentó a Denise Gomes en UFC 290 el 8 de julio de 2023. Perdió la pelea vía KO en sólo 20 segundos, marcando así la primera derrota de su carrera.
Jáuregui se enfrentó a Sam Hughes el 24 de febrero de 2024 en UFC Fight Night 237. Ganó la pelea por decisión unánime.
Jáuregui se enfrentó a Ketlen Souza el 14 de septiembre de 2024 en UFC 306. Perdió la pelea por sumisión técnica en el primer asalto.

## Campeonatos y logros
- Combate Global
  - Combate Global: Last Latina Standing Tournament Championship

- Ultimate Warrior Challenge
  - Campeona Mundial de Peso Paja Femenino de UWC (una vez)

## Récord en artes marciales mixtas
| Récord profesional | Récord profesional | Récord profesional |
| 13 peleas          | 11 victorias       | 2 derrotas         |
| ------------------ | ------------------ | ------------------ |
| Nocaut             | 7                  | 1                  |
| Sumisión           | 0                  | 1                  |
| Decisión           | 4                  | 0                  |

| Resultado | Récord | Oponente              | Método                      | Evento                                          | Fecha                    | Ronda | Tiempo | Localización      | Notas                                                             |
| --------- | ------ | --------------------- | --------------------------- | ----------------------------------------------- | ------------------------ | ----- | ------ | ----------------- | ----------------------------------------------------------------- |
| Derrota   | 11–2   | Ketlen Souza          | Sumisión (rear-naked choke) | UFC 306                                         | 14 de septiembre de 2024 | 1     | 3:02   | Las Vegas, Nevada |                                                                   |
| Victoria  | 11–1   | Sam Hughes            | Decisión (unánime)          | UFC Fight Night: Moreno vs. Royval 2            | 24 de febrero de 2024    | 3     | 5:00   | Ciudad de México  |                                                                   |
| Derrota   | 10–1   | Denise Gomes          | TKO (golpes)                | UFC 290                                         | 8 de julio de 2023       | 1     | 0:20   | Las Vegas         |                                                                   |
| Victoria  | 10–0   | Istela Nunes          | TKO (golpes)                | UFC on ESPN: Thompson vs. Holland               | 3 de diciembre de 2022   | 2     | 4:06   | Orlando           |                                                                   |
| Victoria  | 9–0    | Iasmin Lucindo        | Decisión (unánime)          | UFC on ESPN: Vera vs. Cruz                      | 13 de agosto de 2022     | 3     | 5:00   | San Diego         |                                                                   |
| Victoria  | 8–0    | Claire Lopez          | TKO (golpes)                | Combate Global: Last Latina Standing Tournament | 13 de agosto de 2021     | 1     | 4:16   | Miami             | Ganó el Combate Global: Final del torneo Last Latina Standing.    |
| Victoria  | 7–0    | Criszaida Adames      | TKO (golpes)                | Combate Global: Last Latina Standing Tournament | 13 de agosto de 2021     | 1     | 3:14   | Miami             | Combate Global: Semifinal del torneo Last Latina Standing.        |
| Victoria  | 6–0    | Stephanie Frausto     | Decisión (unánime)          | Combate Global: Last Latina Standing Tournament | 13 de agosto de 2021     | 1     | 5:00   | Miami             | Combate Global: Cuartos de final del torneo Last Latina Standing. |
| Victoria  | 5–0    | Annely Jimenez Garcia | TKO (parada médica)         | UWC México 24                                   | 13 de noviembre de 2020  | 1     | 5:00   | Tijuana           | Ganó el Campeonato de Peso Paja Femenino de la UWC.               |
| Victoria  | 4–0    | Yajaira Romo          | Decisión (unánime)          | Combate 44: Mexicali                            | 20 de septiembre de 2019 | 3     | 5:00   | Mexicali          |                                                                   |
| Victoria  | 3–0    | McKenna Mitchell      | TKO (paro médico)           | Combate 39: Unbreakable                         | 7 de junio de 2019       | 2     | 5:00   | Tucson            |                                                                   |
| Victoria  | 2–0    | Daniela Espinosa      | KO (golpes)                 | Combate 36: Reinas                              | 26 de abril de 2019      | 1     | 0:13   | Los Ángeles       |                                                                   |
| Victoria  | 1–0    | Benni Fuentes         | TKO (codazos)               | Fearless Fight Night 4                          | 10 de noviembre de 2018  | 1     | 2:22   | Ciudad de México  |                                                                   |